# Willy Trost
Wilhelm Ludwig Trost (* 6. Oktober 1924 in Köln; †  14. März 1977 ebenda) war ein deutscher Bahnradsportler.
Schon vor dem Zweiten Weltkrieg war Willy Trost, der für den Kölner Verein Komet Delia 09 startete, als Radrennfahrer aktiv. 1947 und 1950 wurde er jeweils deutscher Vize-Meister im Sprint der Amateure. In der Bahnsaison 1947 gewann er insgesamt 40 als Fliegerrennen deklarierte Wettbewerbe (dazu gehörten auch Omnien und Zeitfahren auf kurzen Strecken), dazu kamen 16 zweite Plätze. Mit dieser Bilanz wurde er in der Jahreswertung der deutschen Amateure mit Abstand erfolgreichster Fahrer vor seinem Konkurrenten Willi Schertle. Dies gelang ihm auch 1949, als er in dieser Saison 28 Siege erreichte. Inzwischen startete er für den Verein RC Staubwolke. 1948 und 1949 errang er den Meistertitel. 1952 wurde er gemeinsam mit Hans Westerhold Zweiter der deutschen Meisterschaft im Tandemrennen, 1956 gemeinsam mit Christian Kleinsorg Dritter.
Nach dem Ende seiner Sportkarriere eröffnete Trost in einem ehemaligen (heute denkmalgeschützten) Gebäude der Kölnisch-Wasser-Fabrik 4711 in Köln-Ehrenfeld das Hotel Trost. Im März 1977 kam er bei der Explosion eines Wohn- und Geschäftshauses in der Thebäer Straße ums Leben, die durch Brandstiftung verursacht worden war.